# Cordigliera di Talamanca

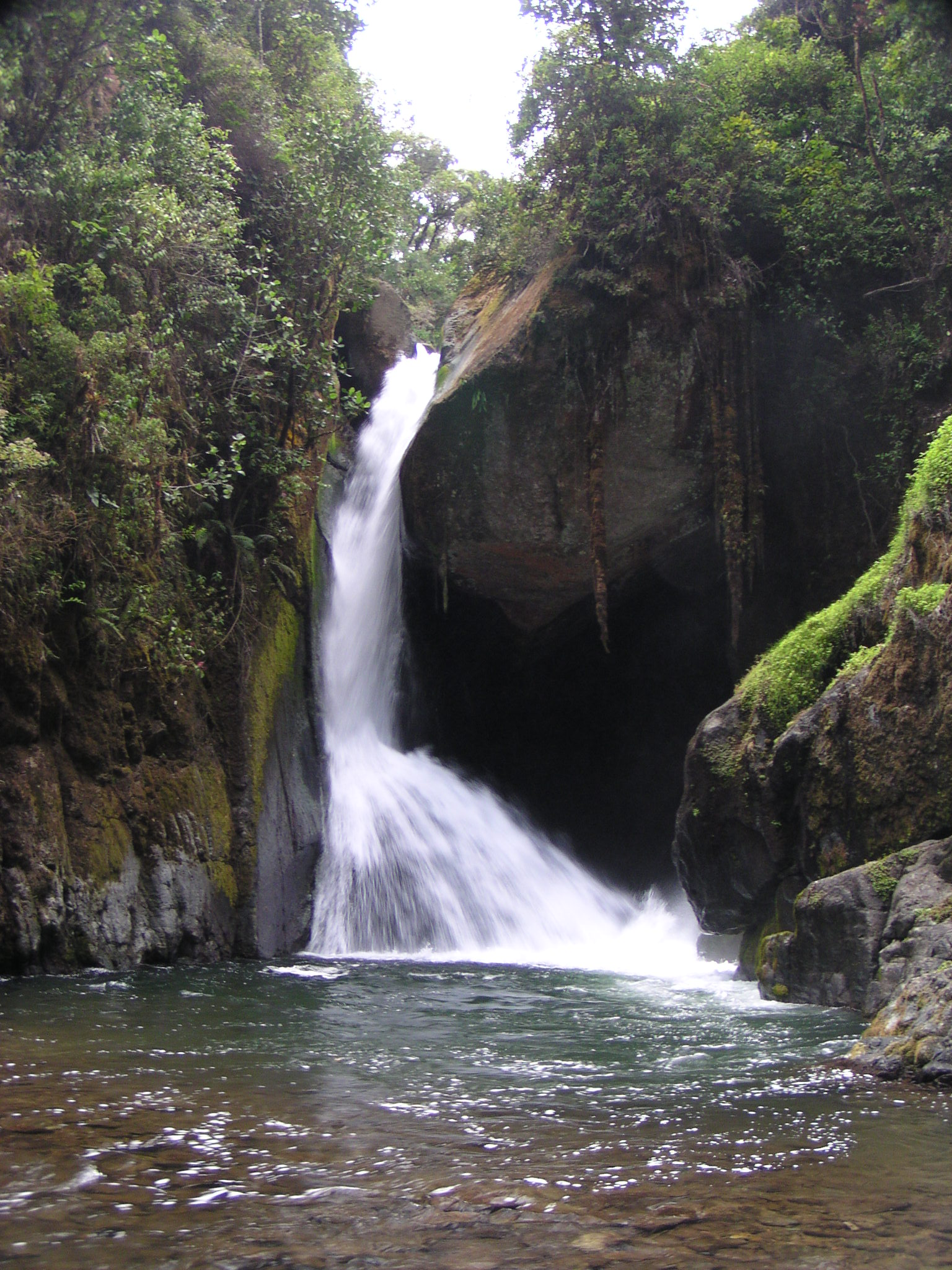
Cordigliera di Talamanca, il fiume Savegre forma una cascata

La Cordigliera di Talamanca è una catena montuosa della Costa Rica, raggiunge i 3.820 m. con il Cerro Chirripó, che è anche la più alta vetta del paese.

## Geografia
Strutturalmente la Cordigliera di Talamanca è un'anticlinale formato da rocce marine sedimentarie e rocce vulcaniche, la cui formazione iniziò durante l'Era Terziaria.
Ha un orientamento da nordovest a sudest e domina l'altopiano chiamato Valle Centrale. Il sistema montuoso si estende anche allo Stato di Panama; in questo paese prende il nome di Chiriqui.

## Vette principali
Vette che superano i 3.000 metri:
- Cerro de la Muerte (3.491 m);
- Kámuk (3.554 m);
- Urán (3.333 m);
- Cerro Chirripó (3.820 m), cima più alta del territorio nazionale, dove sono stati ritrovati evidenti segni di ghiacciai presenti in epoche passate.
- Barù (3.474 m), la più alta montagna di Panama.